# 你逃我也逃 (1983年电影)
《你逃我也逃》（英語：To Be or Not to Be）是一部於1983年上映的美国喜剧片，由阿兰·约翰逊执导，著名喜剧多面手梅尔·布鲁克斯主演并担任制片人。本片是对1942年同名电影的一次重拍。这一版本由梅尔·布鲁克斯和他的妻子安妮·班克劳夫特领衔主演，另外几位主要演员包括查尔斯·德恩、克里斯托弗·洛伊德、蒂姆·马特森以及何塞·费勒等。
与1942年的原版相比，本片对其改动非常少，片中的许多台词都一模一样。出演盖世太保上校欧哈德一角的查尔斯·德恩因其精彩幽默的表演获得第56届学院奖男配角奖提名。

## 剧情
弗雷德里克·布朗斯基（英語：Frederick Bronski，梅尔·布鲁克斯饰）是波兰首都华沙最大的一家剧院的老板，他的妻子安娜（英語：Anna Bronski，安妮·班克劳夫特饰）正是剧院的当家花旦，更是波兰首屈一指的美丽女演员。1936年德国出兵占领莱因兰，一炮未发；1938年3月又占了奥地利，还是一炮未发；1939年吞并捷克斯洛伐克，仍然一炮未发。不过波兰人们照常上戏院看戏，已近中年的安娜又有了一位希望可以“更进一步”的年轻仰慕者，空军中尉安德烈·索宾斯基（英語：Andrei Sobinski，蒂姆·马特森饰），她非常高兴，就像所有来剧院看戏的波兰人们一样，忘记了迫在眉睫的战争。
好景不长，纳粹闪电入侵波兰，与苏联以波兰境内的三条河为界瓜分了波兰。弗雷德里克整天疲于奔命，想办设法要维持剧院继续演出，每天不是忙着向党卫军解释“莎士比亚真的不是犹太人”，就是为供电供水找地方住之类事情伤透了脑筋。
之前飞往英国出战的安德烈所在的飞行中队成员们轻信了一位德国间谍萨兰斯基教授（英語：Siletski，何塞·费勒饰），导致所有人的亲人及还在波兰进行地下抗战人士的名单落在了他手中，将导致波兰所有的抵抗运动组织全军覆没。于是安德烈飞回了华沙，找到安娜寻求帮助。在她的恳求下，弗雷德里克冒着生命危险假扮成党卫军陆军上校欧哈德（英語：Erhardt），希望萨兰斯基骗到剧院假扮成的“党卫军总部”，令其将名单交给“德国朋友”。可谁想到，萨兰斯基虽然交出了名单但却说起了安娜与安德烈的“风流情史”，弗雷德里克怒火中烧顿时露了马脚。不过幸好安德烈早有埋伏，大家处决了这个叛徒。可是就在这时，党卫军的欧哈德上校（查尔斯·德恩饰）派人来请萨兰斯基教授到总部商讨“机密大事”，于是弗雷德里克必须给出他这一生中最完美的演出，只是却没有观众可以看到......

## 演员
- 梅尔·布鲁克斯饰弗雷德里克·布朗斯基
- 安妮·班克劳夫特饰安娜·布朗斯基
- 查尔斯·德恩饰盖世太保欧哈德陆军上校
- 克里斯托弗·洛伊德饰盖世太保舒尔兹（Schultz）陆军上尉
- 何塞·费勒饰萨兰斯基教授
- 蒂姆·马特森饰安德烈·索宾斯基空军中尉
- 罗尼·格拉汉姆（英语：Ronny Graham）饰舞台经理桑德海姆（Sondheim）

## 反响
《纽约时报》的文森特·坎比在其文章中称赞本片“好笑得一塌糊涂。”
不过影片的票房成绩只达到了1300万美元，与900万美元的拍摄成本相比算不上很成功。